# Dhimitër Shpata
Dhimitër Shpata – albański rzeźbiarz i kamieniarz żyjący w XIV w, jeden z ważnych średniowiecznych albańskich artystów.

## Życiorys
W 1381 roku wewnątrz Cerkwi św. Jana Włodzimierza w Shijonie wykuł herb ówczesnego albańskiego księcia Karla Thopii oraz zostawił trzy inskrypcje w językach greckim, łacińskim oraz jednym z języków słowiańskich. Pracował głównie na terenie centralnej, ale też południowej Albanii (okolice Gjirokastry) oraz na terenie Epiru (okolicy Janiny).

## Życie prywatne
Był spokrewniony z Gjinem Buą Spatą.